# Cemitério de San Isidro
Cemitério de San Isidro (em castelhano:  cementerio de San Isidro) é um cemitério da cidade espanhola de Madrid, localizado no distrito de Carabanchel. Seu primeiro pátio foi erguido em 1811, sendo ampliado com novos pátios ao longo do século XIX. Destaca-se seu pátio central, o Pátio de la Concepción, com um notável conjunto de panteões.

## História

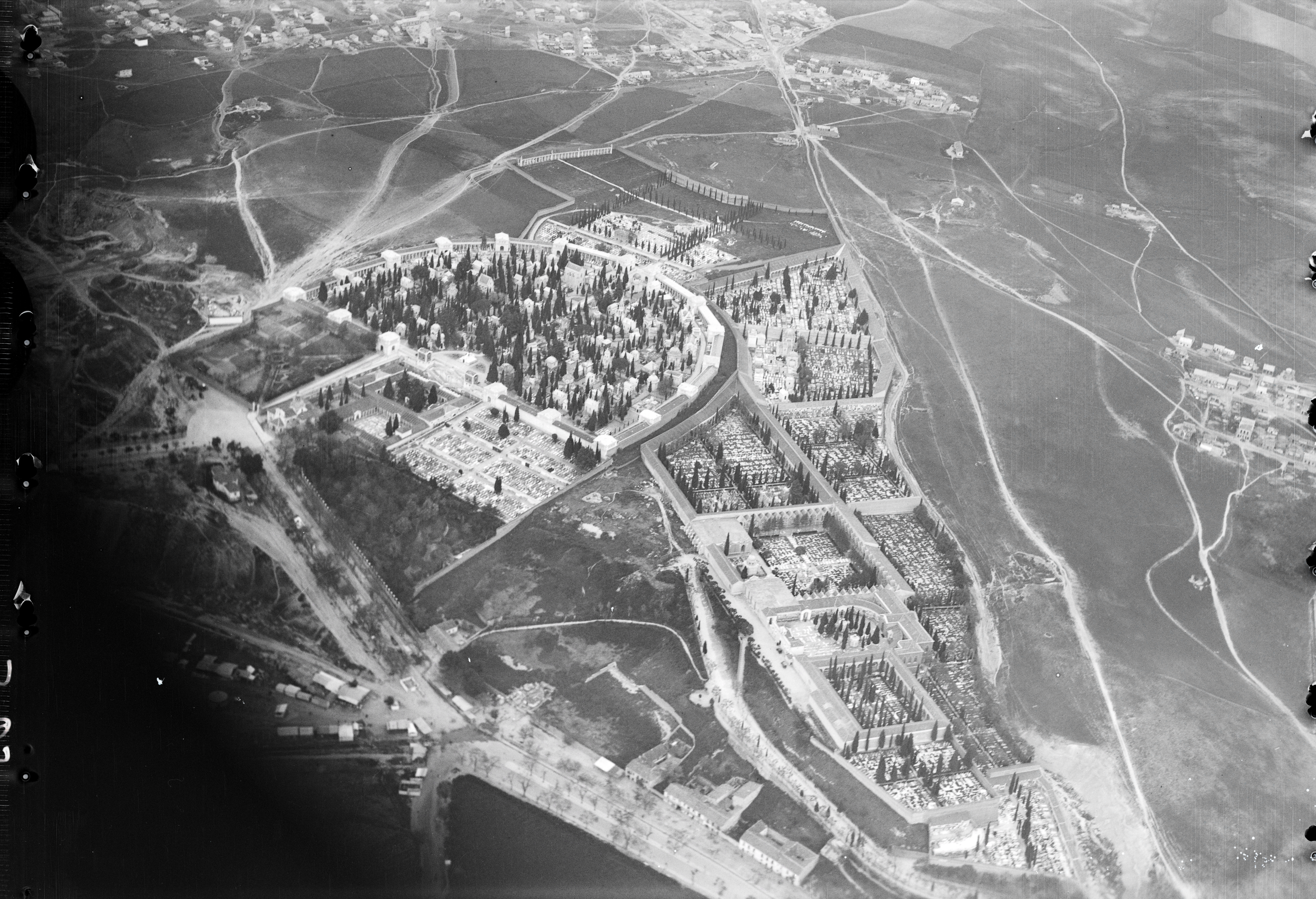
Cemitérios de San Isidro (esquerda) e San Justo (direita) em 1928.

O cemitério está localizado no banco superior direito do rio Manzanares, entre as pontes de Segóvia e Toledo. O Cemitério de San Pedro e San Andrés foi o segundo construído em 1811. A posse da capela, do sacramental e das terras adjacentes foram confirmadas pelo rei Fernando VII de Espanha em 18 de setembro de 1814.
Durante o século XIX tornou-se o cemitério da nobreza de Madrid, sendo o preferido pela aristocracia, políticos, grandes burgueses e artistas. Dentre seus arquitetos consta Arturo Mélida. Dentre seus artistas se encontra o escultor catalão Agustín Querol. É considerado um dos cemitérios mais interessantes da Europa.

## Sepultamentos selecionados

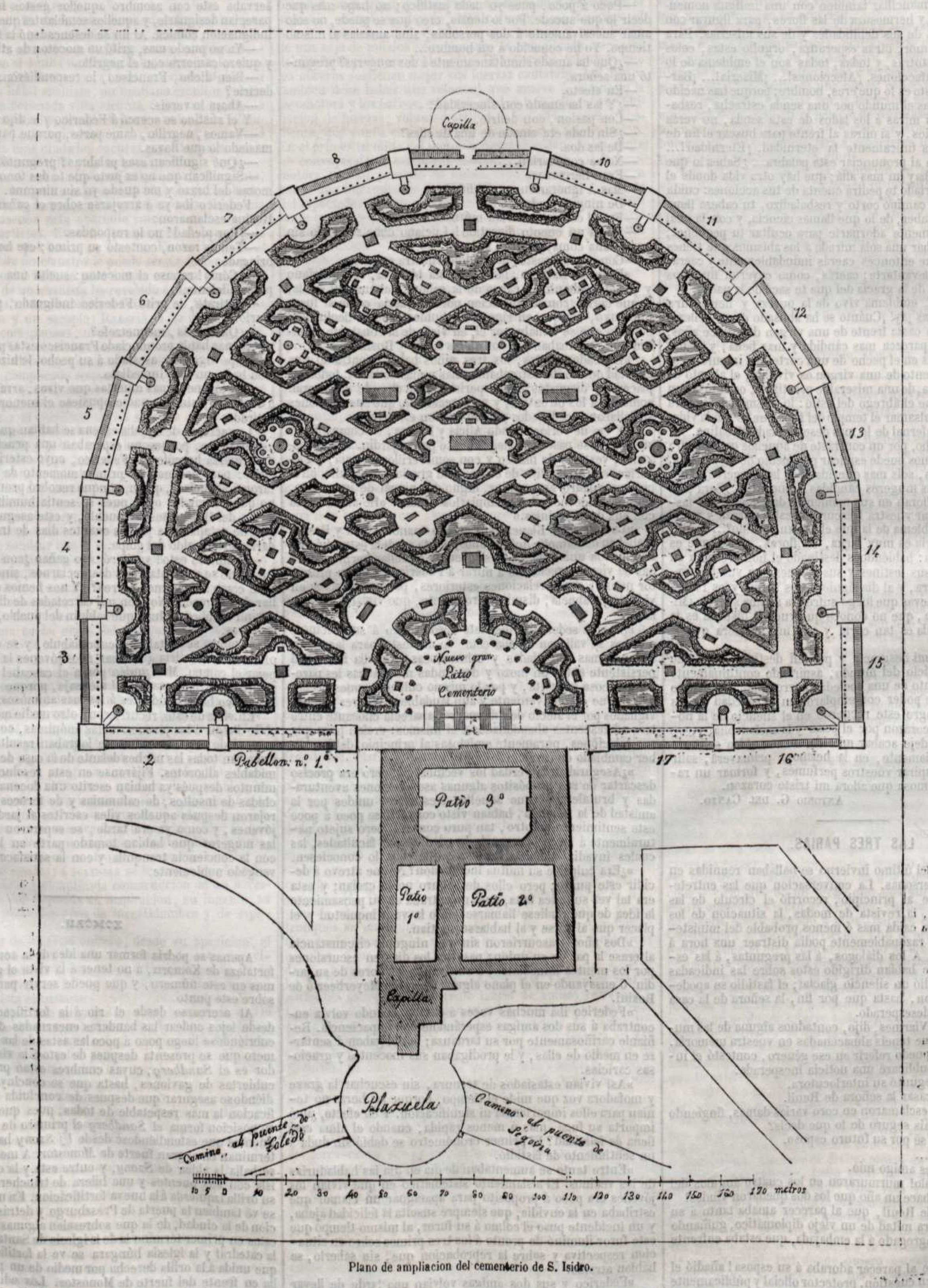
Plano de ampliação ca. 1853, com o novo pátio da Concepción.

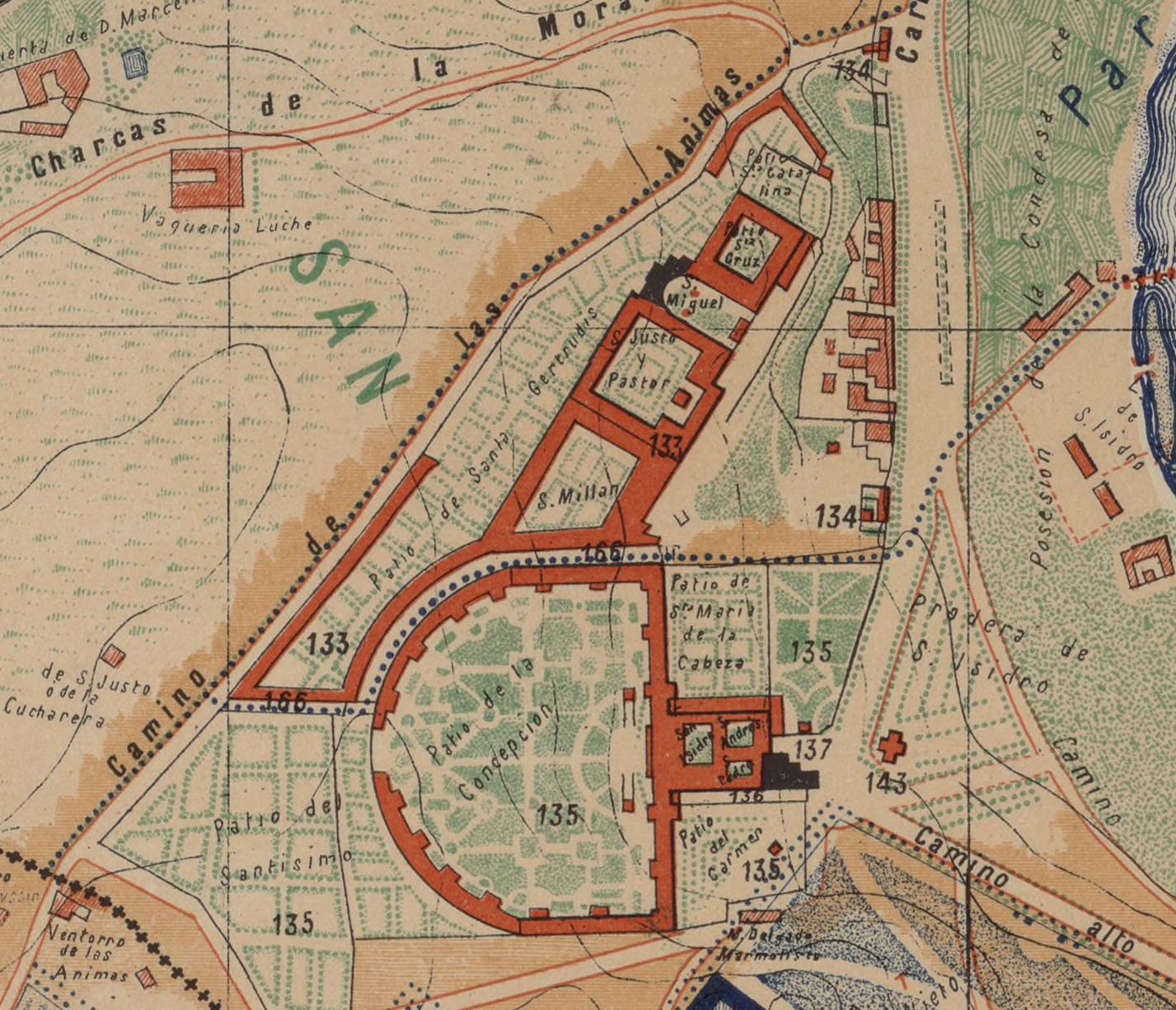
Cemitérios de San Isidro e San Justo, início do século XX

- Leandro Fernández de Moratín (1760-1828), dramaturgo e poeta espanhol
- Diego de León (1807-1841), conde Belascoaín
- Manuel Montes de Oca (militar) (1804-1841), marinheiro e político espanhol
- Francisco Javier de Istúriz[5] (1790-1871)
- Ramón de Mesonero Romanos (1803-1882), escritor espanhol
- José de Salamanca y Mayol (1811-1883), político e financiero espanhol, marqués de Salamanca
- Emilio Castelar[6] (1832-1899)
- Francisco Silvela y le Vielleuze[5] (1843-1905)
- Segismundo Moret[7] (1833-1913)
- Fernando Primo de Rivera y Orbaneja[8] (1879-1921)
- Consuelo Bello «Fornarina» (1885-1915), cupletista espanhola
- José Echegaray (1832-1916), político, dramaturgo e matemático espanhol
- Antonio Maura[9] (1853-1925), político espanhol e presidente do Conselho de Ministros
- Miguel Primo de Rivera[10] (1870-1930), seus restos foram trasladados na metade do século XX para a basílica da Merced de Jerez de la Frontera[11]
- Felipe de Lazcano y Morales de Setién (1868-1951), advogado, empresário, político e banqueiro espanhol
- Ante Pavelić (1889-1958), ditador croata e líder da Ustacha
- Fulgencio Batista (1901-1973), militar, político e ditador cubano
- Miguel Boyer (1939-2014), economista, professor e político espanhol, marido de Isabel Preysler
- Kardam de Bulgaria (1962-2015)[12]